# Olsztyn Lakers
Gli Olsztyn Lakers sono una squadra di football americano di Olsztyn, in Polonia; fondata nel 2010, gioca in PFL9.

## Dettaglio stagioni

### Tornei nazionali

#### Campionato

##### LFA1
Questi tornei - pur essendo del massimo livello della loro federazione - non sono considerati ufficiali in quanto organizzati da una federazione "rivale" rispetto a quella ufficialmente riconosciuta dagli organismi nazionali e internazionali.
| Stagione | regular season | regular season | regular season | regular season | regular season | regular season | playoff | playoff | playoff | playoff | playoff | playoff   | playoff    |
|          | Vin            | Par            | Per            | Tot            | PF             | PS             | Vin     | Per     | Tot     | PF      | PS      | risultato | avversaria |
| -------- | -------------- | -------------- | -------------- | -------------- | -------------- | -------------- | ------- | ------- | ------- | ------- | ------- | --------- | ---------- |
| 2018     | 3              | 0              | 5              | 8              | 138            | 224            | -       | -       | -       | -       | -       | -         | -          |
| 2019     | 2              | 0              | 6              | 8              | 121            | 297            | -       | -       | -       | -       | -       | -         | -          |
| Totale   | 5              | 0              | 11             | 16             | 259            | 521            | -       | -       | -       | -       | -       |           |            |

Fonti: Enciclopedia del Football - A cura di Roberto Mezzetti

##### PLFA I
| Stagione | regular season | regular season | regular season | regular season | regular season | regular season | playoff | playoff | playoff | playoff | playoff | playoff    | playoff      |
|          | Vin            | Par            | Per            | Tot            | PF             | PS             | Vin     | Per     | Tot     | PF      | PS      | risultato  | avversaria   |
| -------- | -------------- | -------------- | -------------- | -------------- | -------------- | -------------- | ------- | ------- | ------- | ------- | ------- | ---------- | ------------ |
| 2017     | 5              | 0              | 3              | 8              | 232            | 236            | 0       | 1       | 1       | 0       | 42      | Semifinale | Kraków Kings |
| Totale   | 5              | 0              | 3              | 8              | 232            | 236            | 0       | 1       | 1       | 0       | 42      |            |              |

Fonti: Enciclopedia del Football - A cura di Roberto Mezzetti

##### PLFA II
| Stagione | regular season | regular season | regular season | regular season | regular season | regular season | playoff | playoff | playoff | playoff | playoff | playoff   | playoff            |
|          | Vin            | Par            | Per            | Tot            | PF             | PS             | Vin     | Per     | Tot     | PF      | PS      | risultato | avversaria         |
| -------- | -------------- | -------------- | -------------- | -------------- | -------------- | -------------- | ------- | ------- | ------- | ------- | ------- | --------- | ------------------ |
| 2012     | 0              | 0              | 6              | 6              | 20             | 221            | -       | -       | -       | -       | -       | -         | -                  |
| 2013     | 3              | 0              | 3              | 6              | 168            | 125            | -       | -       | -       | -       | -       | -         | -                  |
| 2014     | 2              | 0              | 4              | 6              | 80             | 159            | -       | -       | -       | -       | -       | -         | -                  |
| 2015     | 3              | 0              | 3              | 6              | 129            | 166            | -       | -       | -       | -       | -       | -         | -                  |
| 2016     | 5              | 0              | 1              | 6              | 161            | 87             | 2       | 1       | 3       | 77      | 63      | Finale    | Panthers Wrocław B |
| Totale   | 13             | 0              | 17             | 30             | 558            | 758            | 2       | 1       | 3       | 77      | 63      |           |                    |

Fonti: Enciclopedia del Football - A cura di Roberto Mezzetti

##### LFA9/PFL9
| Stagione | regular season | regular season | regular season | regular season | regular season | regular season | playoff | playoff | playoff | playoff | playoff | playoff          | playoff         |
|          | Vin            | Par            | Per            | Tot            | PF             | PS             | Vin     | Per     | Tot     | PF      | PS      | risultato        | avversaria      |
| -------- | -------------- | -------------- | -------------- | -------------- | -------------- | -------------- | ------- | ------- | ------- | ------- | ------- | ---------------- | --------------- |
| 2020     | 6              | 0              | 0              | 6              | 210            | 110            | 1       | 1       | 2       | 50      | 34      | Semifinale       | Armada Szczecin |
| 2021     | 4              | 0              | 0              | 4              | 190            | 20             | 0       | 1       | 1       | 32      | 34      | Quarti di finale | Angels Toruń    |
| Totale   | 10             | 0              | 0              | 10             | 400            | 130            | 1       | 2       | 3       | 82      | 68      |                  |                 |

Fonti: Enciclopedia del Football - A cura di Roberto Mezzetti

##### PLFA8
| Stagione | regular season | regular season | regular season | regular season | regular season | regular season | playoff | playoff | playoff | playoff | playoff | playoff   | playoff    |
|          | Vin            | Par            | Per            | Tot            | PF             | PS             | Vin     | Per     | Tot     | PF      | PS      | risultato | avversaria |
| -------- | -------------- | -------------- | -------------- | -------------- | -------------- | -------------- | ------- | ------- | ------- | ------- | ------- | --------- | ---------- |
| 2011     | 0              | 0              | 4              | 4              | 48             | 129            | -       | -       | -       | -       | -       | -         | -          |
| 2014     | 0              | 0              | 4              | 4              | 8              | 85             | -       | -       | -       | -       | -       | -         | -          |
| Totale   | 0              | 0              | 8              | 8              | 56             | 214            | -       | -       | -       | -       | -       |           |            |

Fonti: Enciclopedia del Football - A cura di Roberto Mezzetti

#### Campionati giovanili

##### PLFA J-11
| Stagione | regular season | regular season | regular season | regular season | regular season | regular season | playoff | playoff | playoff | playoff | playoff | playoff   | playoff    |
|          | Vin            | Par            | Per            | Tot            | PF             | PS             | Vin     | Per     | Tot     | PF      | PS      | risultato | avversaria |
| -------- | -------------- | -------------- | -------------- | -------------- | -------------- | -------------- | ------- | ------- | ------- | ------- | ------- | --------- | ---------- |
| 2015     | 1              | 0              | 1              | 3              | 25             | 28             | -       | -       | -       | -       | -       | -         | -          |
| 2016     | 0              | 0              | 3              | 3              | 20             | 61             | -       | -       | -       | -       | -       | -         | -          |
| 2017     | 0              | 0              | 4              | 4              | 15             | 127            | -       | -       | -       | -       | -       | -         | -          |
| Totale   | 1              | 0              | 8              | 9              | 60             | 216            | -       | -       | -       | -       | -       |           |            |

Fonti: Enciclopedia del Football - A cura di Roberto Mezzetti

##### PLFAJ/PLFA J-8
| Stagione | regular season | regular season | regular season | regular season | regular season | regular season | playoff | playoff | playoff | playoff | playoff | playoff     | playoff          |
|          | Vin            | Par            | Per            | Tot            | PF             | PS             | Vin     | Per     | Tot     | PF      | PS      | risultato   | avversaria       |
| -------- | -------------- | -------------- | -------------- | -------------- | -------------- | -------------- | ------- | ------- | ------- | ------- | ------- | ----------- | ---------------- |
| 2013     | 4              | 0              | 0              | 4              | 146            | 18             | 1       | 2       | 3       | 32      | 42      | Sesto posto | Gryfici Szczecin |
| 2014     | 2              | 0              | 2              | 4              | 74             | 100            | -       | -       | -       | -       | -       | -           | -                |
| 2015     | 1              | 0              | 3              | 4              | 30             | 60             | -       | -       | -       | -       | -       | -           | -                |
| Totale   | 7              | 0              | 5              | 12             | 250            | 178            | 1       | 2       | 3       | 32      | 42      |             |                  |

Fonti: Enciclopedia del Football - A cura di Roberto Mezzetti

### Riepilogo fasi finali disputate
| Anno            | Luogo    | Evento  | Fase del torneo  | Incontro                            | Risultato |
| 29 ottobre 2016 | Olsztyn  | PLFA II | Finale           | Olsztyn Lakers - Panthers Wrocław B | 13 - 26   |
| 4 giugno 2017   | Cracovia | PLFA I  | Semifinale       | Kraków Kings - Olsztyn Lakers       | 42 - 0    |
| 25 ottobre 2020 |          | LFA9    | Semifinale       | Armada Szczecin - Olsztyn Lakers    | 34 - 30   |
| 16 ottobre 2021 | Olsztyn  | PFL9    | Quarti di finale | Olsztyn Lakers - Angels Toruń       | 32 - 34   |